# متاکسه
متاکسه (متاکسه سروبی پوغوسیان) (ارمنی: Մետաքսե (Մետաքսե Սերոբի Պողոսյան؛ زادهٔ ۲۳ دسامبر ۱۹۲۶ - درگذشته ۱۰ اوت ۲۰۱۴) شاعر، نویسنده و مترجم اهل ارمنستان بود.

## زندگی‌نامه
وی در ۲۳ دسامبر ۱۹۲۶ در آرتیک به دنیا آمد و از فارغ‌التحصیل گشت. وی عضو اتحادیه نویسندگان ارمنستان نیز بود. وی برنده جوایزی همچون مدال موسس خورناتسی است. وی در ۱۰ اوت ۲۰۱۴ در سن ۸۷ سالگی در ایروان درگذشت.

## نگارخانه

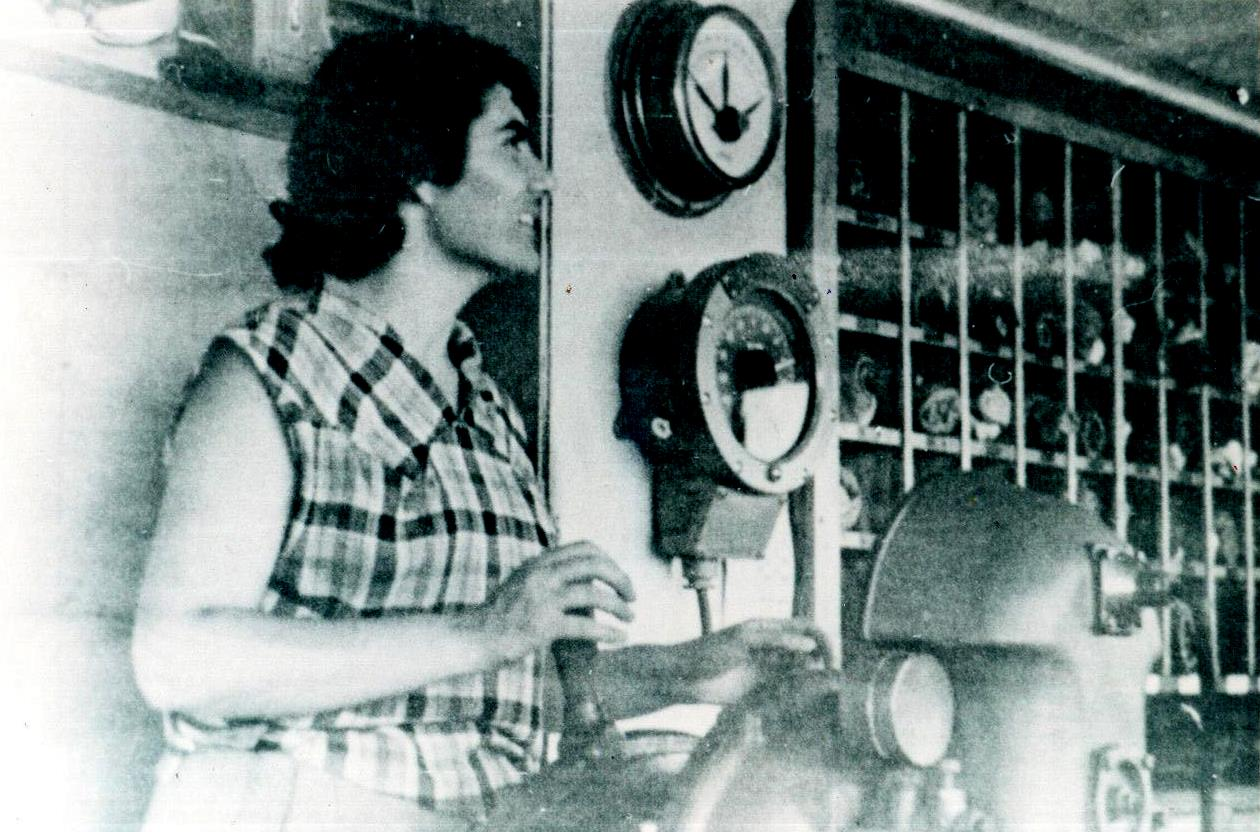
متاکسه «Լիպեցկ» շոգենավում
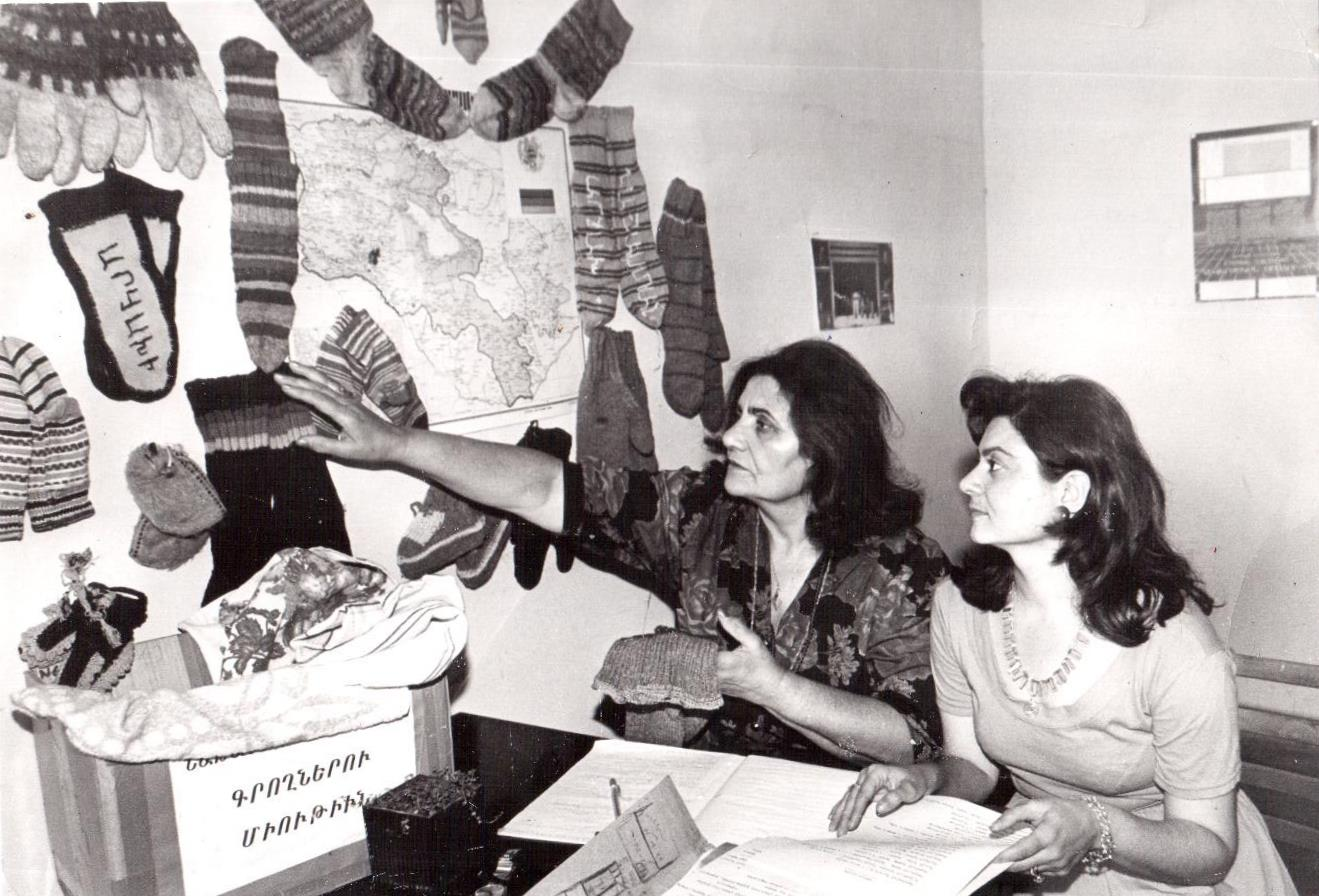
متاکسه همراه با دخترش  پیش‌نویس:لیلیت (شاعر)
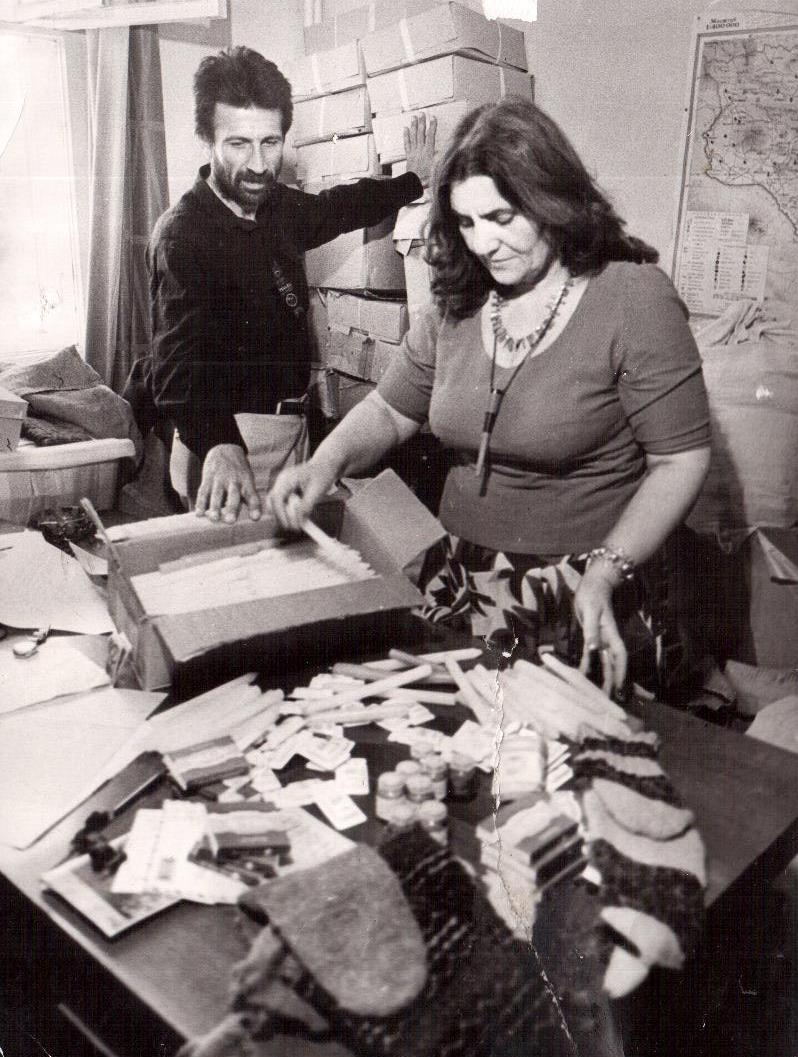
Մետաքսեն օգնություն է ուղարկում Արցախյան պատերազմի մարտիկներին